# Wiesen-Wasserfenchel
Der Wiesen-Wasserfenchel (Oenanthe lachenalii), auch Lachenals Wasserfenchel oder Wiesen-Pferdesaat genannt, ist eine Pflanzenart aus der Gattung Wasserfenchel (Oenanthe) innerhalb der Familie der Doldenblütler (Apiaceae).

## Beschreibung

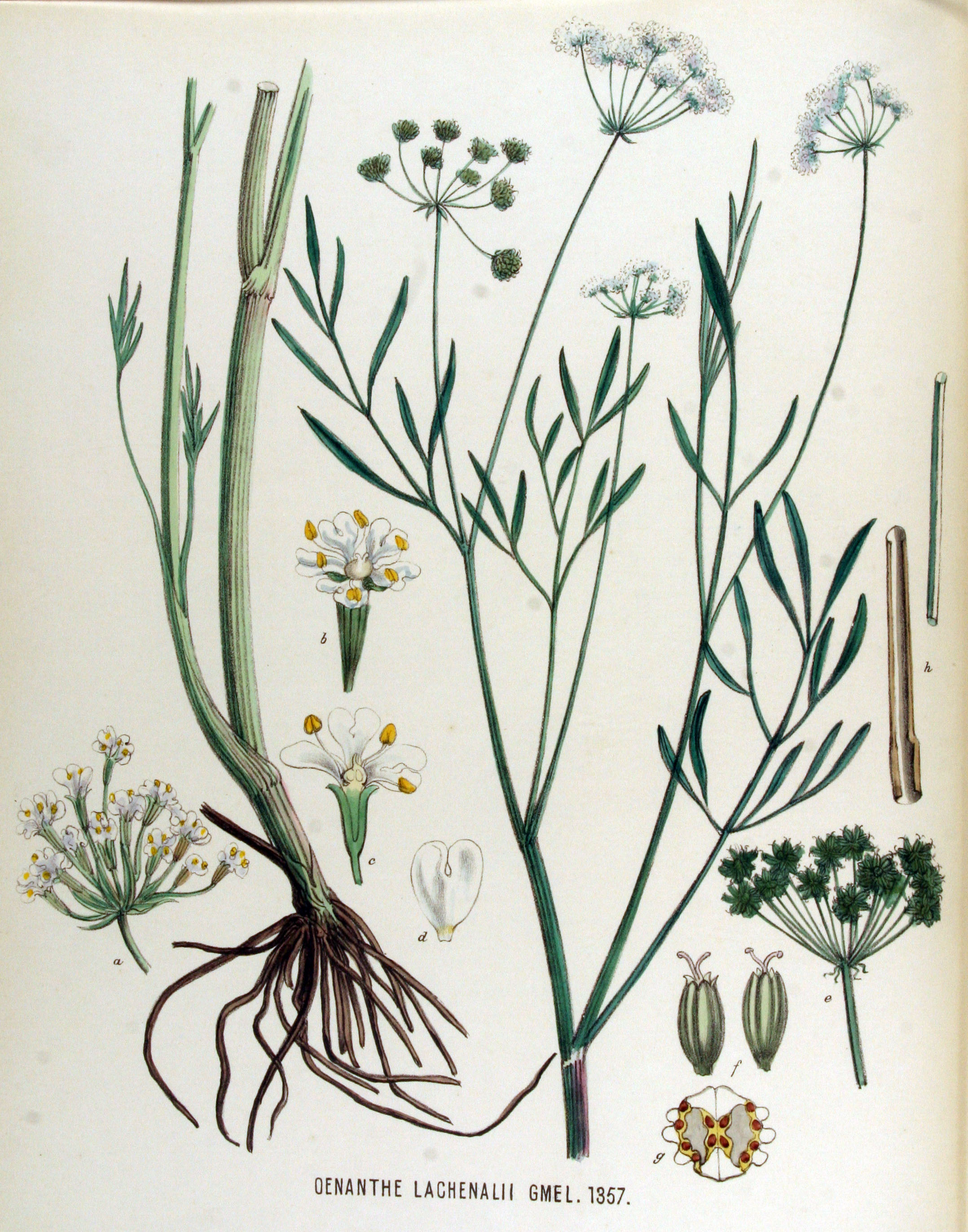
Illustration aus Flora Batava, Band 17

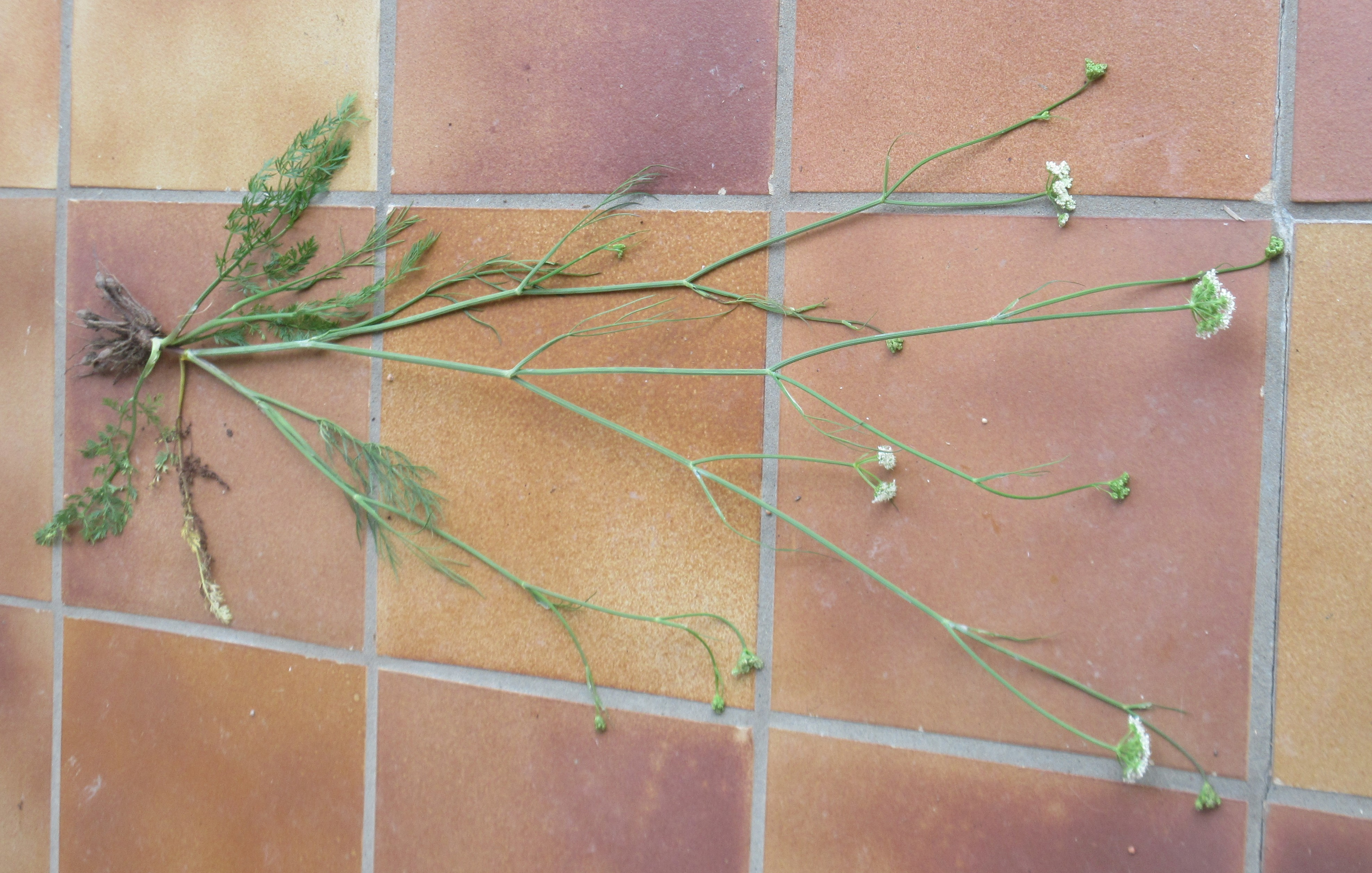
Habitus

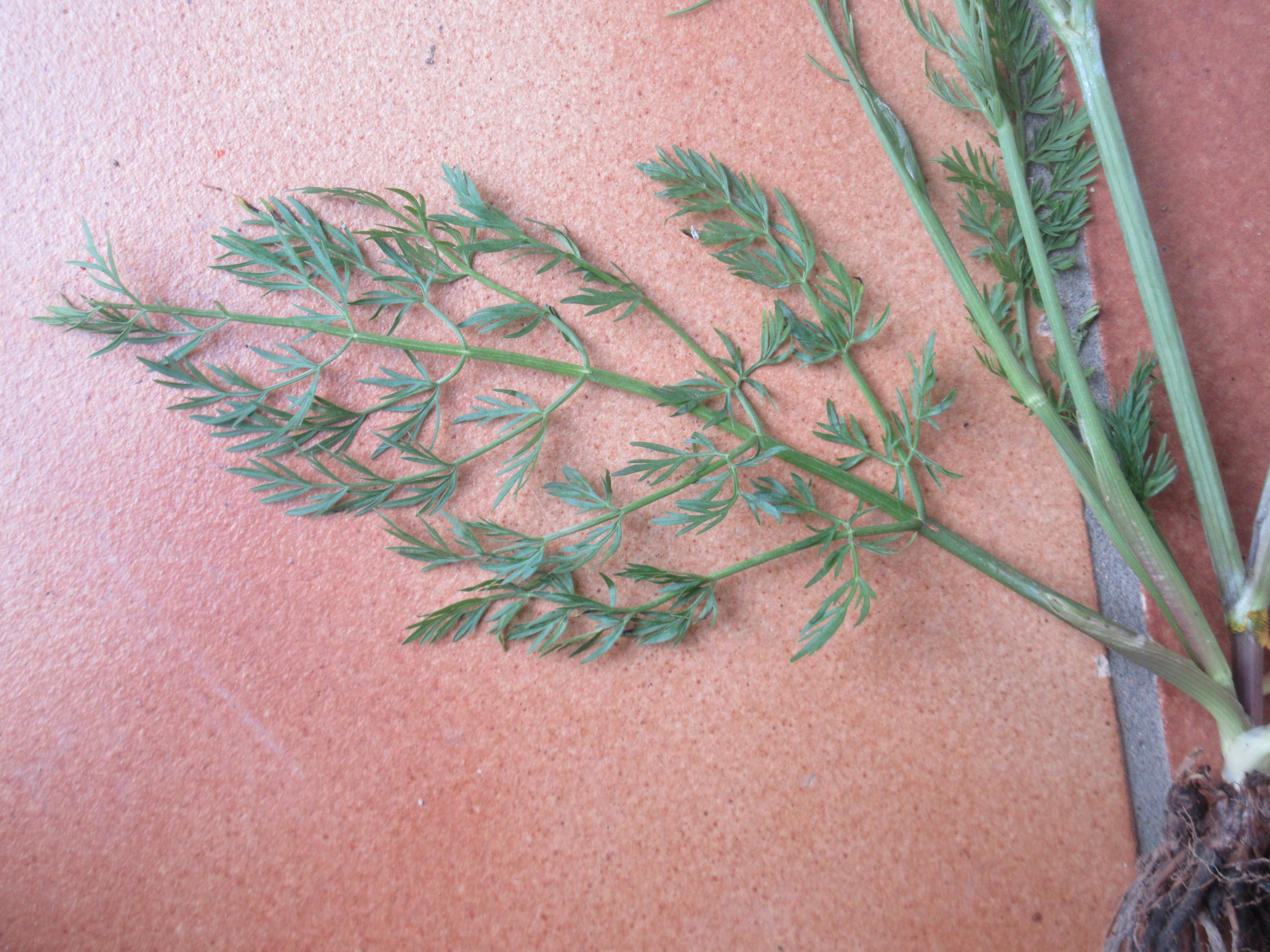
Unteres Stängelblatt

### Vegetative Merkmale
Der Wiesen-Wasserfenchel wächst als ausdauernde krautige Pflanze, die Wuchshöhen von 30 bis 90 Zentimetern erreicht. Der Stängel ist meist markig und es sind keine Ausläufer vorhanden. Er ist aufrecht und oberwärts kantig-gefurcht und ästig. Die Wurzeln sind zuweilen verdickt, aber nicht knollig und bis zu 12 Zentimeter lang. Der Blattstiel ist nicht hohl und kürzer als die Blattspreite. Die unteren Laubblätter sind doppelt gefiedert, mit eiförmigen oder keilförmigen Abschnitten, die mittleren und oberen Laubblätter sind einfach gefiedert und haben lineal-lanzettliche Abschnitte. Die Blattabschnitte letzter Ordnung sind linealisch spitz, etwa 2 bis 3 (bis 4) Zentimeter lang und 1,5 bis 2 Millimeter breit. Die Blattscheiden der Stängelblätter sind schmal, sehr schmal hautrandig und gehen allmählich in den Blattstiel über.

### Generative Merkmale
Die Blütezeit reicht von Juli bis August. Der endständige, doppeldoldige Blütenstand ist über 3 cm lang gestielt und fünf- bis zwölf- (bis 15-)strahlig. Die Hülle besteht aus meist vier bis sechs Hüllblättern. Die Hüllchen sind so lang wie die Blütenstiele. Die Kelchzähne sind  linealisch-pfriemlich und etwa 0,5 Millimeter lang. Die Kronblätter sind verkehrt herzförmig, weiß, oft bis zur Mitte gespalten und mit einem schmalen Läppchen versehen. Die äußeren strahlenden Kronblätter der Randblüten sind etwa 1,5 Millimeter lang. Die Griffel sind etwa 1 bis 1,5 Millimeter lang. Die Doppelachänen sind länglich bis eiförmig, nicht geknäuelt, zum Teil sitzend und 2 bis 3 Millimeter lang, ihre größte Breite liegt im oberen Drittel.
Die Chromosomenzahl beträgt 2n = 22.

## Vorkommen
Der Wiesen-Wasserfenchel ist in Europa und in Nordafrika verbreitet. Er kommt vor in Marokko, Algerien, Spanien, Portugal, Frankreich, Korsika, auf den Balearen, Sizilien, Sardinien, in Italien, Großbritannien, Irland, Dänemark, Belgien, den Niederlanden, Deutschland, Polen, der Schweiz, Slowenien, Kroatien, Bulgarien und Griechenland. In Schweden ist er ein Neophyt.
In Europa tritt er vor allem in den (küstennahen Gebieten) Westeuropas auf, nordwärts bis Dänemark und ostwärts bis Mazedonien. In Mitteleuropa kommt er an den Ost- und Nordseeküsten sowie am Oberrhein selten vor; vereinzelt zwischen Schweizer Jura und Wallis. Auf der Iberischen Halbinsel kommt er in Höhenlagen von 0 bis 1200 Metern vor.
Der Wiesen-Wasserfenchel gedeiht am besten auf humusarmen, sandig-tonigen Böden, die zeitweise überschwemmt sein können. Er besiedelt Röhrichte, Sumpf und Strandwiesen. Er ist eine Charakterart des Oenanthe-Molinietum aus dem Cnidion-Verband, kommt aber auch in Gesellschaften des Verbands Agropyro-Rumicion in Kontakt mit Gesellschaften der Verbände Armerion maritimae, Scirpenion maritimi oder Senecion fluviatilis vor.
Die ökologischen Zeigerwerte nach Landolt et al. 2010 sind in der Schweiz: Feuchtezahl F = 4+w+ (nass aber stark wechselnd), Lichtzahl L = 4 (hell), Reaktionszahl R = 4 (neutral bis basisch), Temperaturzahl T = 4+ (warm-kollin), Nährstoffzahl N = 3 (mäßig nährstoffarm bis mäßig nährstoffreich), Kontinentalitätszahl K = 2 (subozeanisch), Salztoleranz = 1 (tolerant).

## Taxonomie
Der Wiesen-Wasserfenchel wurde 1805 von Karl Christian Gmelin in Flora Badensis Alsatica et confinium regionum Cis et Transrhenana... Band 1, S. 678 als Oenanthe lachenalii erstbeschrieben. Die Artbezeichnung ehrt den Schweizer Anatom und Botaniker Werner de Lachenal.